# Chirbat ar-Rus
Chirbat ar-Rus (arab. خربة الروس) – wieś w Syrii, w muhafazie muhafazie Aleppo. W 2004 roku liczyła 1799 mieszkańców.